# 墊式多管火箭
墊式多管火箭（英語：Mattress Multiple Rocket） 是在第二次世界大戰期間英國設計的一款多管火箭炮。 與德國的噴煙者式和蘇聯的喀秋莎式火箭炮類似， 西方盟軍的墊式雖相比這兩型的火箭發射器更晚部署，但是這型火箭發射器也在戰爭後期提供了有效的炮兵支援。

## 海墊式
海墊式（英語：Sea Mattress）爲英國為海軍艦開發的第一個多管火箭炮，目的為在登陸行動中為部隊提供支援。 其彈藥是填充了線狀無煙火藥的5英寸火箭，整套發射系統被稱為「投墊器」（Mattress Projector），其能夠在大約45分鐘內發射16到30枚火箭，射程可覆蓋3,000碼（2.7）。這種武器也被稱為「刺背」（Stickleback）。
對於海灘登陸炮擊，盟海軍設計了特別裝備的LCT(R)式登陸支援艦（火箭式戰車登陸艦），每艦都攜帶一千多枚火箭，它們被用於在搶灘時向敵軍陣地投射持久的火力支援。改型艦被大量用於入侵義大利和諾曼第戰役。

## 地墊式
地墊式（英語：Land Mattress）為海墊式多管火箭的陸上版。它最初在1944年由英國陸軍中校邁克·沃德 基於英國Z型炮而衍生而來，其原型在1944年夏天進行了測試，之後裝備了英國與加拿大部隊並參與了一系列作戰，士兵們對其評價毀譽參半。地墊式的彈藥是基於空對地的RP-3火箭改裝而來，火箭炮由安裝在拖車上的16管或30管發射系統組成。陸上版本墊式火箭炮的射程為 8,000 yd（4.5 mi；7.3 km）。其射速最高可以達到以每秒4發。

## 外部連結
- 维基共享资源上的相關多媒體資源：墊式多管火箭